# Paul-Emile Tournoux
Paul-Emile Tournoux, francoski general, * 1885, † 1975.